# Pablo Calderón
Pablo Ezequiel Calderón (Hermoso Campo, Provincia del Chaco, Argentina; 13 de mayo de 1998) es un futbolista argentino. Juega como marcador central, aunque también puede desempañarse como lateral por izquierda, y su primer equipo fue Jicaral Sercoba de Costa Rica. Actualmente milita en Ñublense de la Primera División de Chile. Es hermano mellizo del también futbolista Franco Calderón.

## Trayectoria

### Inicios
Pablo Calderón se inició futbolísticamente en Charata Juniors, luego pasó por Sportivo Argentino de su ciudad natal, y en 2015 jugó el Torneo Federal C para La Coope de Charata.

### Unión de Santa Fe
Fue justamente en el año 2015 que dejó el club chaqueño y, tras superar una prueba junto a su hermano Franco, ambos se sumaron a las inferiores de Unión de Santa Fe. En 2016 fue promovido al plantel de Reserva y, paralelamente, también integró el equipo de Liga; sin embargo, nunca tuvo chances en Primera y a mediados de 2019 fue dejado en libertad de acción antes de firmar su primer contrato.

### Jicaral Sercoba
Ya con el pase en su poder se trasladó a Costa Rica para sumarse a Jicaral Sercoba, equipo de la Primera División de aquel país donde hizo su debut como profesional.

### Regreso a Unión
Luego de una temporada en el fútbol costarricense se produjo su regreso a Unión, donde selló su vínculo hasta diciembre de 2022, aunque terminó rescindiendo su contrato a principios de ese año ante la falta de oportunidades.

### Central Norte de Salta
En marzo de 2022 firmó con Central Norte de Salta del Torneo Federal A, donde mostró un gran nivel que le permitió dar el salto de categoría a fines de ese año.

### Deportivo Morón
En diciembre de 2022 es anunciado oficialmente como nuevo jugador del Deportivo Morón para disputar la Primera Nacional.

### Deportivo Madryn
Una vez finalizado su vínculo con el Gallito, en 2024 se marchó a Deportivo Madryn. Allí se consolidó como titular indiscutido en un equipo que fue protagonista del torneo y terminó llegando hasta los 4tos de final del Reducido por el segundo ascenso.

### Ñublense
El 16 de enero de 2025 se confirma su llegada a Ñublense de la Primera División de Chile.

## Estadísticas
- Actualizado al 16 de agosto de 2025

| Club                        | Div.                | Temporada           | Liga  | Liga  | Copa nacional | Copa nacional | Copa internacional | Copa internacional | Total | Total |
| Club                        | Div.                | Temporada           | Part. | Goles | Part.         | Goles         | Part.              | Goles              | Part. | Goles |
| --------------------------- | ------------------- | ------------------- | ----- | ----- | ------------- | ------------- | ------------------ | ------------------ | ----- | ----- |
| Jicaral · Costa Rica        | 1.ª                 | 2019/20             | 16    | 0     | -             | -             | -                  | -                  | 16    | 0     |
| Jicaral · Costa Rica        | Total               | Total               | 16    | 0     | -             | -             | -                  | -                  | 16    | 0     |
| Unión Argentina             | 1.ª                 | 2020                | -     | -     | 0             | 0             | -                  | -                  | 0     | 0     |
| Unión Argentina             | 1.ª                 | 2021                | 0     | 0     | 0             | 0             | -                  | -                  | 0     | 0     |
| Unión Argentina             | 1.ª                 | 2022                | -     | -     | 0             | 0             | -                  | -                  | 0     | 0     |
| Unión Argentina             | Total               | Total               | 0     | 0     | 0             | 0             | -                  | -                  | 0     | 0     |
| Central Norte (S) Argentina | 3.ª                 | 2022                | 28    | 1     | 1             | 0             | -                  | -                  | 29    | 1     |
| Central Norte (S) Argentina | Total               | Total               | 28    | 1     | 1             | 0             | -                  | -                  | 29    | 1     |
| Deportivo Morón Argentina   | 2.ª                 | 2023                | 23    | 0     | 0             | 0             | -                  | -                  | 23    | 0     |
| Deportivo Morón Argentina   | Total               | Total               | 23    | 0     | 0             | 0             | -                  | -                  | 23    | 0     |
| Deportivo Madryn Argentina  | 2.ª                 | 2024                | 35    | 0     | -             | -             | -                  | -                  | 35    | 0     |
| Deportivo Madryn Argentina  | Total               | Total               | 35    | 0     | -             | -             | -                  | -                  | 35    | 0     |
| Ñublense · Chile            | 1.ª                 | 2025                | 12    | 0     | 7             | 0             | 1                  | 0                  | 20    | 0     |
| Ñublense · Chile            | Total               | Total               | 12    | 0     | 7             | 0             | 1                  | 0                  | 20    | 0     |
| Total en su carrera         | Total en su carrera | Total en su carrera | 114   | 1     | 8             | 0             | 1                  | 0                  | 123   | 1     |